# Port lotniczy Tallahassee
Port lotniczy Tallahassee (IATA: TLH, ICAO: KTLH) – port lotniczy położony 7 km na południowy zachód od Tallahassee, w stanie Floryda, w Stanach Zjednoczonych.